# Chiesa dello Spirito Santo (Ravenna)
La chiesa dello Spirito Santo, antica cattedrale del culto ariano fatta erigere ai primi del VI secolo da Teodorico, era originariamente dedicata alla Hagìa Anastasis (in greco Αγία Ανάστασις) ovvero alla Santa risurrezione del Signore. Non stupisce questa dedica poiché occorre ricordare che i legami tra la Grecia e Ravenna furono molto vivi per secoli durante l'Impero Bizantino. 

Come per l'annesso Battistero degli Ariani, nel IX secolo fu riconsacrata dall'arcivescovo Agnello al culto cattolico e dedicata a san Teodoro, soldato e martire greco di Amasea nel Ponto.

## Bibliografia

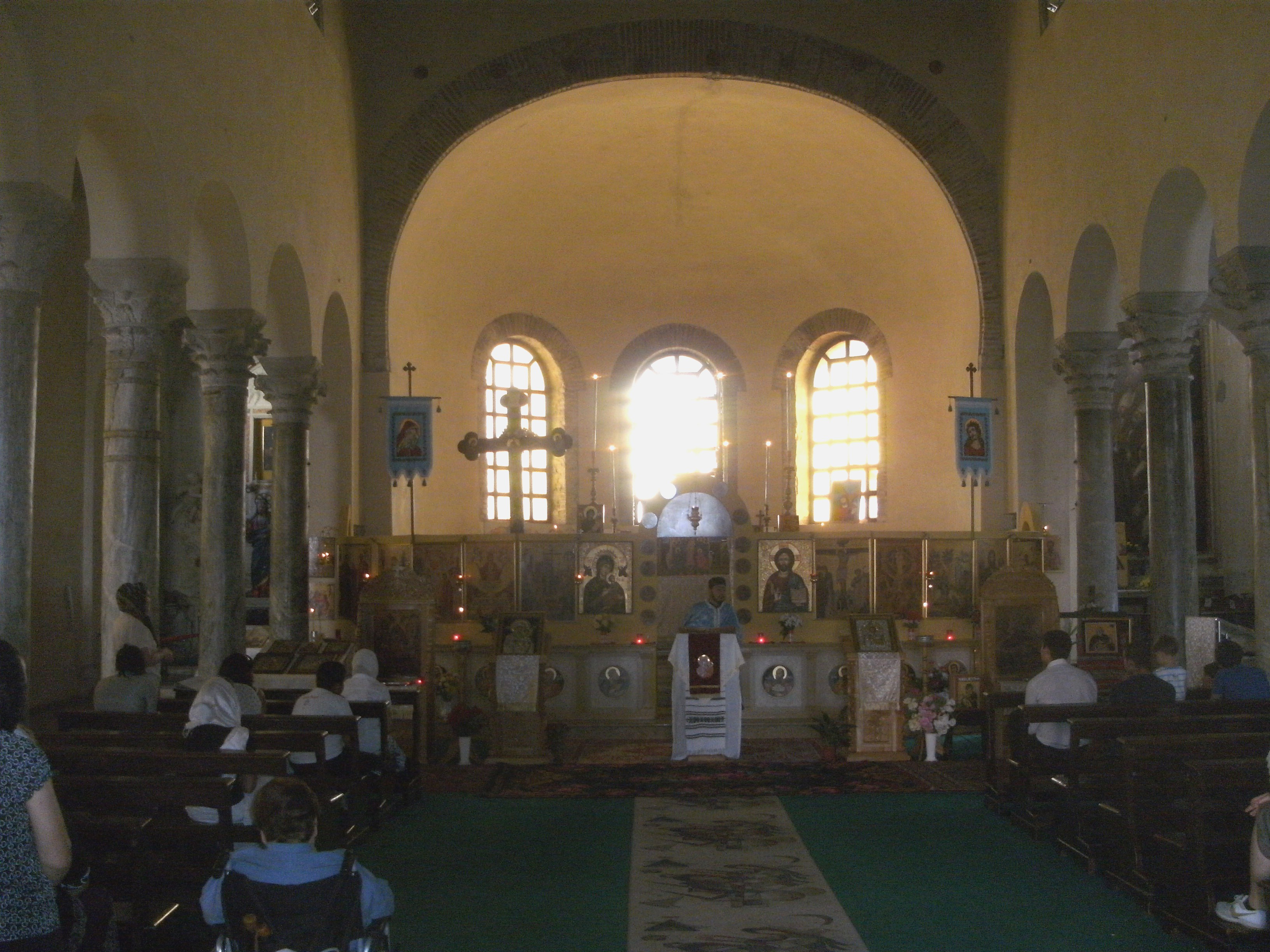
L'interno